# Танец на вулкане
«Танец на вулкане» (нем. Der Tanz auf dem Vulkan) — немой немецкий фильм-драма 1920 года режиссёра Рихарда Айхберга. Фильм был выпущен в Германии в двух частях с подзаголовками «Сибил Янг» и «Смерть великого князя». Является вторым фильмом в карьере Белы Лугоши снятым в Германии. Фильм рассказывает о французском аристократе, который влюбляется в русскую певицу из ночного клуба, и его влечение к ней вовлекает его в русское революционное движение.
На следующий 1921 год фильм в сокращённом виде вышел в прокат в США под названием «Дочь ночи».

## В ролях
| Актёр              | Роль                             |
| ------------------ | -------------------------------- |
| Ли Пэрри           | Татьяна, она же Мария Доруска    |
| Виолетта Напьерска | графиня Каминская                |
| Бела Лугоши        | Андре Флеро                      |
| Роберт Шольц       | Иван Мичелов, он же Дмитрий      |
| Густав Биркхольц   | великий князь Фредерик Федорович |
| Феликс Хехт        | граф Александр Ростов            |
| Курт Фусс          | роль неизвестна                  |
| Вилли Кейсер-Хейл  | роль неизвестна                  |
| Рейнхольд Паш      | роль неизвестна                  |
| Херр Дёрр          | роль неизвестна                  |
| Хер Шмасов         | роль неизвестна                  |
| Марга Колер        | роль неизвестна                  |
| Фрау Фанк          | роль неизвестна                  |

## Производство
Фильм является вторым по счёту фильмом студии Eichberg-Film в котором снялся Бела Лугоши. Это также второй германский фильм в карьере Лугоши. Фильм был снят в двух частях, первая имела подзаголовок «Сибил Янг», вторая — «Смерть великого князя».

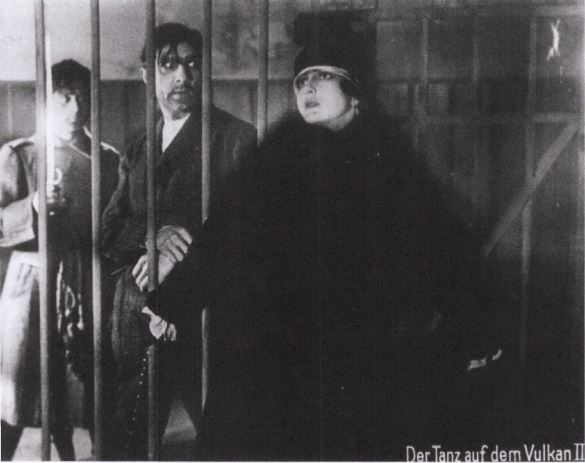
Кадр из фильма с Белой Лугоши на заднем плане, на переднем плане Виолетта Напьерска.

Незадолго до выхода фильма на экраны журнал Film und Brettl сообщил читателям: «Рихард Айхберг знает, как создать захватывающие события в общественной жизни и создать прекрасные картины». В журнальной заметке отмечалось, что на главные женские роли режиссёр выбрал «красивую блондинку» Ли Пэрри и Виолетту Напьерскую. «Взаимодействие этих двух очень разных женщин, которое уже было встречено с живым интересом, снова приветствуется теми, кто любит искусство немого кино», — писал репортёр.

## Релиз
«Танец на вулкане» вышел в двух частях в кинотеатре UFA-Filmpalast. Премьера состоялась в конце февраля 1920 года. Сокращённая версия фильма была выпущена в Соединённых Штатах в 1921 году под названием «Дочь ночи» (англ. Daughter of the Night).
Американская версия фильма хранится в коллекции Музея Джорджа Истмана. В 1954 году Лугоши помог историку кино Уильяму К. Эверсону определить оригинальное немецкое название фильма.

## Критика
Критики восторженно отозвались о режиссёрской работе Рихарда Айхберга, заявив, что он «доказал свой огромный талант». Но в то же время отмечают, что интерьерные сцены режиссёру удаются куда меньше открытых пространств. Один из рецензентов особенно выделил мастерство с которым были сняты «масштабные танцевальные сцены в бальном зале», назвав их «первоклассными». Сюжет фильма насыщен действием: «Пожар в бальном зале, изображение погрома, сцены с заговорщиками и сцены снятые в известняковых горах производят захватывающий эффект».
Издание Deutsche Lichtspiel-Zeitung писало, что картина имеет потенциал в международном прокате. Называя первую часть фильма «масштабной постановкой, которая является лишь прелюдией ко второй части».
На момент съёмок фильма у Лугоши был роман с Виолеттой Напьерской. И это проявлялось даже на экране. В рецензии на фильм один критик укорял их: «Г-жа Напьерская и г-н Лугоши должны избегать столь чрезмерного разглядывания друг друга».
Биографы Белы Лугоши Гари Дон Родс и Билл Каффенбергер писали, что американская версия фильма, несмотря на то, что она является укороченной «демонстрирует роскошные декорации и костюмы». А эмоции, которые проявляет Лугоши на экране, дают наиболее чёткое представление о нём как о романтическом герое во время его европейской карьеры.